# 142291 Dompfaff
142291 Dompfaff è un asteroide della fascia principale. Scoperto nel 2002, presenta un'orbita caratterizzata da un semiasse maggiore pari a 2,4266136 UA e da un'eccentricità di 0,1482533, inclinata di 3,74294° rispetto all'eclittica.